# Arte urbano en Valencia (España)

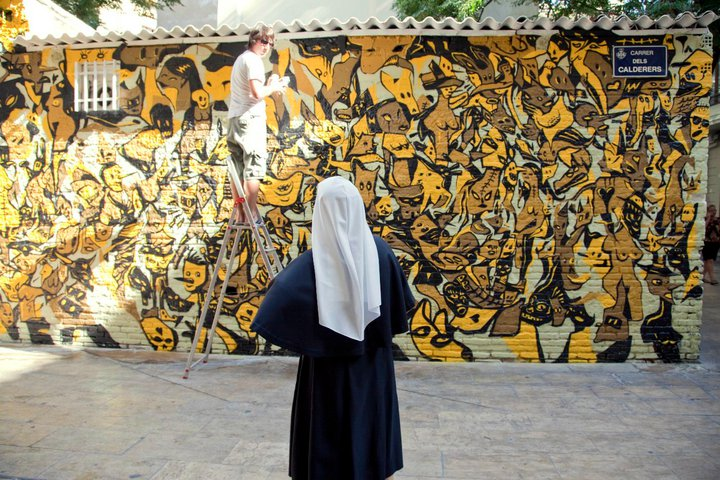
Stop victim's war / Fasim. Plaza Tossal, Valencia.

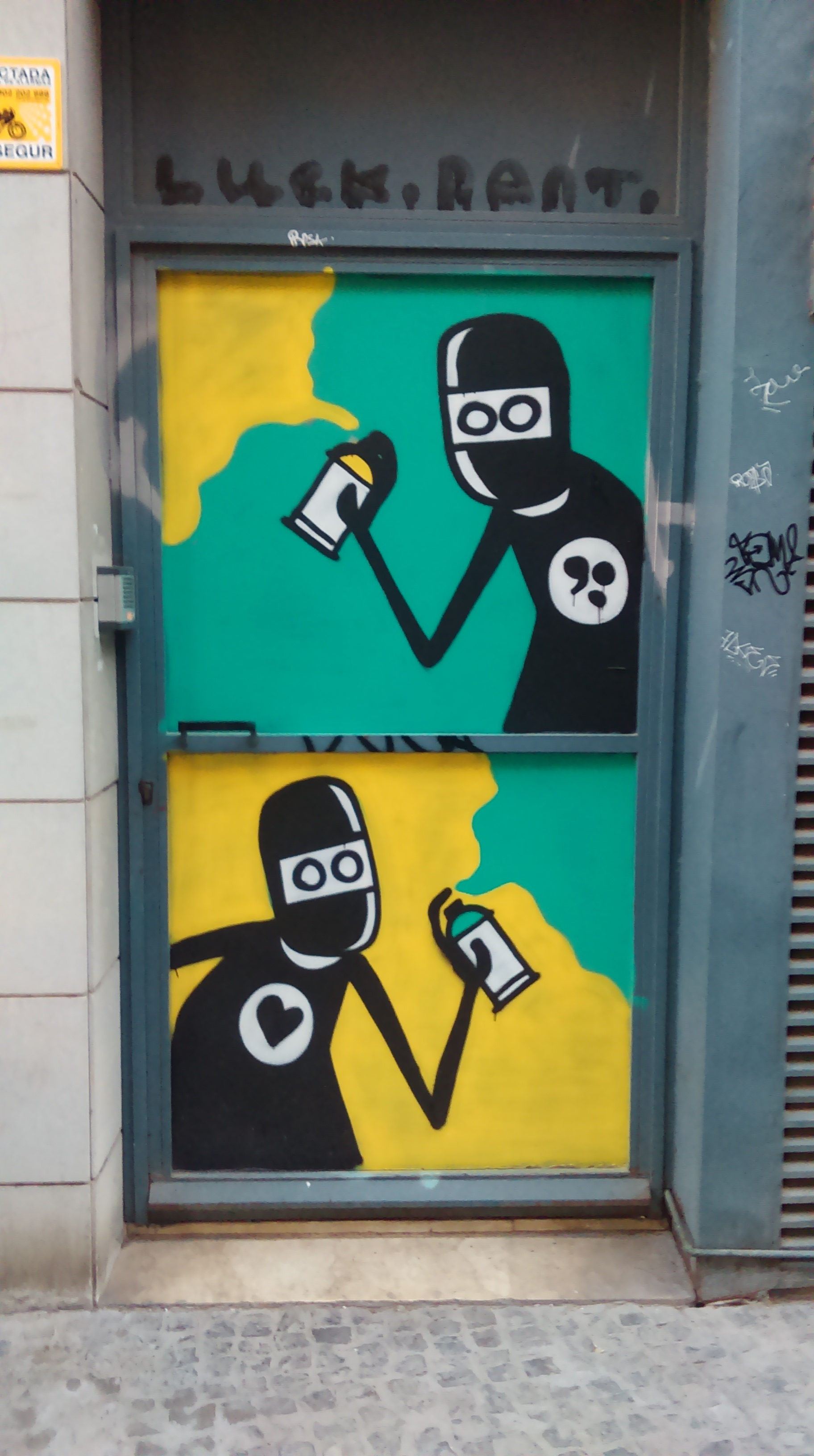
David de Limon, centro ciudad de València

## El desarrollo del arte urbano a Valencia
Valencia (España) está considerada como la capital del street arte español.

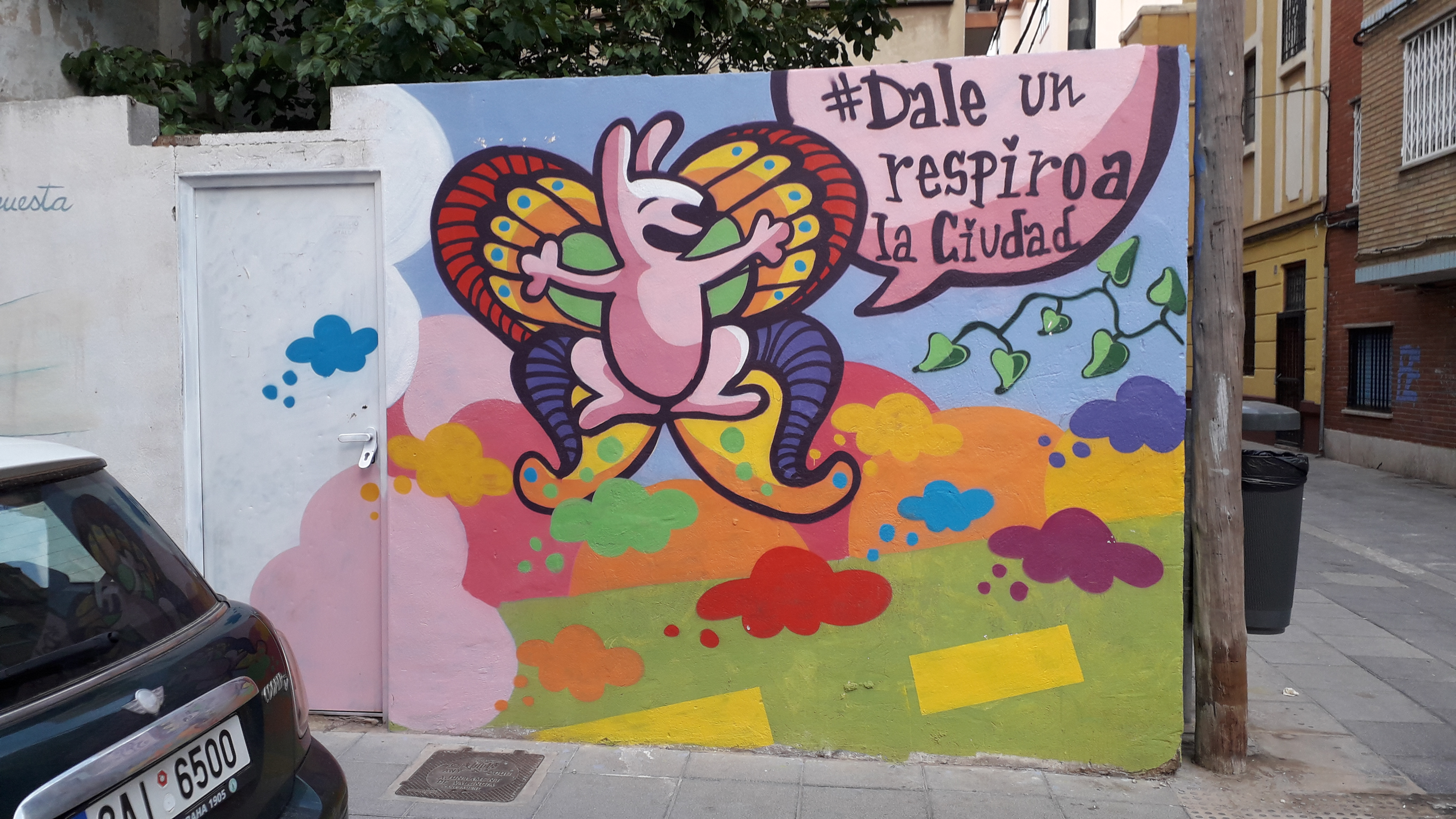
Mural de Barbi y Hope en el Cañamelar

Desde los años 1990, algunos barrios de la ciudad han sido intervenidos por jóvenes artistas urbanos de Valencia como Escif, Julieta XLF, David de Limón y la Nena Wapa Wapa, todos ellos formados en la facultad de Bellas Artes San Carlos, de la Universidad Politécnica de Valencia, o por artistas venidos de fuera, como Fasim, Disneylexia (Chile), Felipe Pantone y Hyuro (Argentina).
La importante cantidad de solares urbanos ha favorecido la eclosión del arte urbano en todas sus modalidades : pintura con aerosol, adhesiva, plantillas, collages...
El arte urbano se inscribe igualmente en la tradición valenciana de la ilustración gráfica. Durante los años 1930, y particularmente durante la guerra civil (1936-1939), periodo en el cual Valencia fue capital de la Segunda República Española, la ciudad cuenta con algunos de los mejores grafistas a nivel internacional, como Josep Renau y Arturo Ballester.

## El arte urbano en los diferentes barrios de la ciudad
El casco antiguo : El Carmen
Los barrios periféricos : Ruzafa; Benimaclet
Los barrios marítimos : Cabañal, Cañamelar

## Véase también

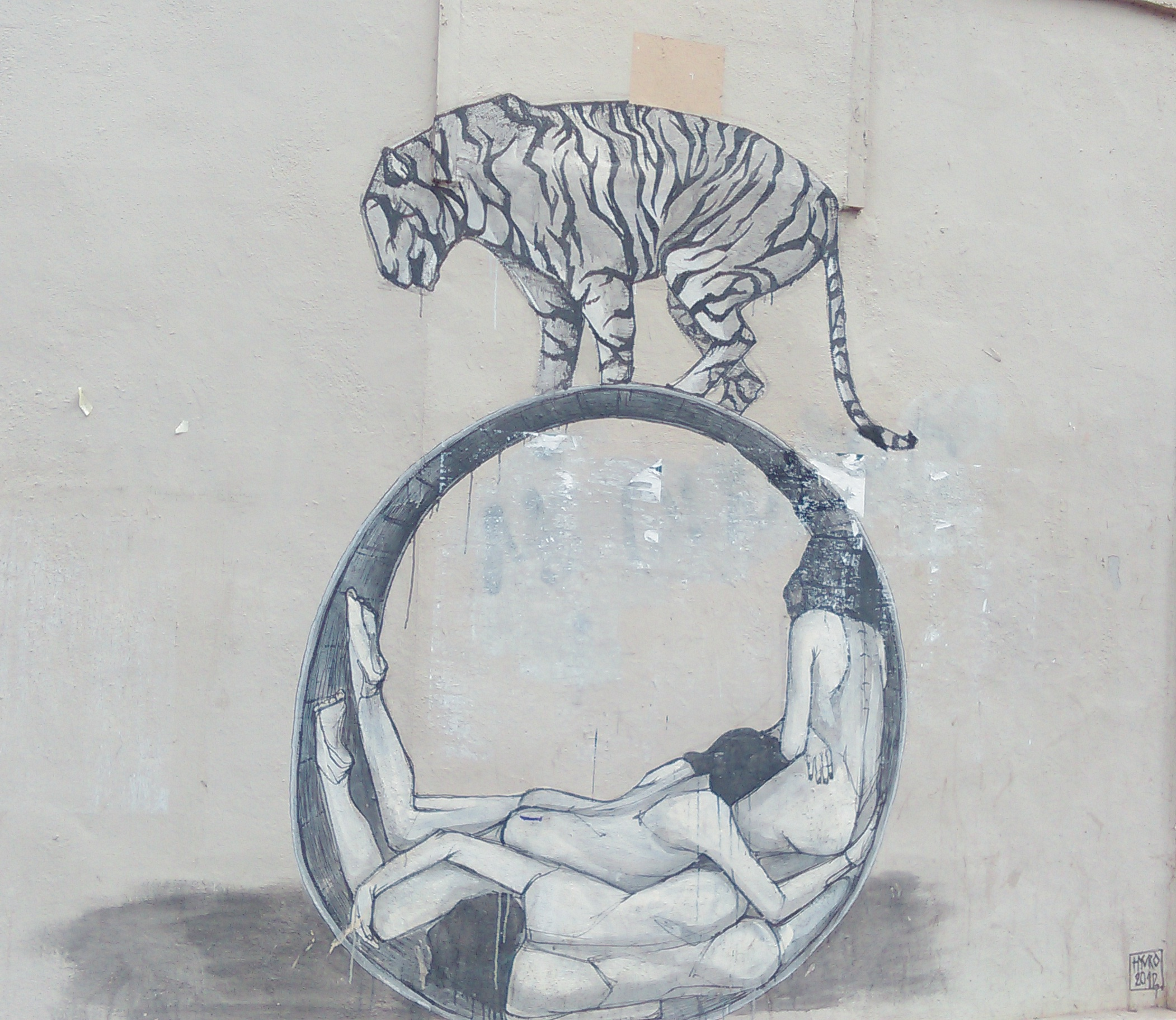
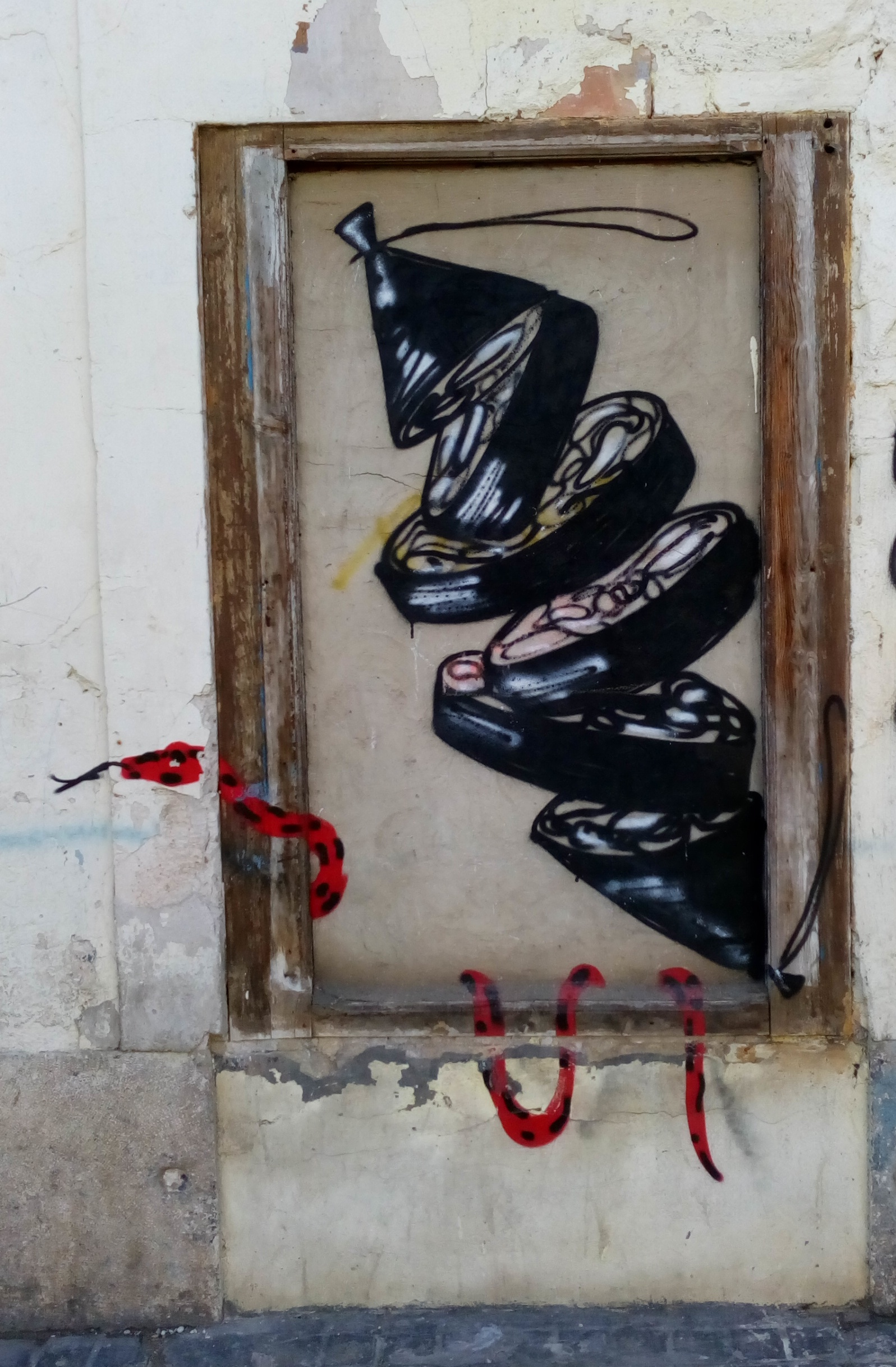
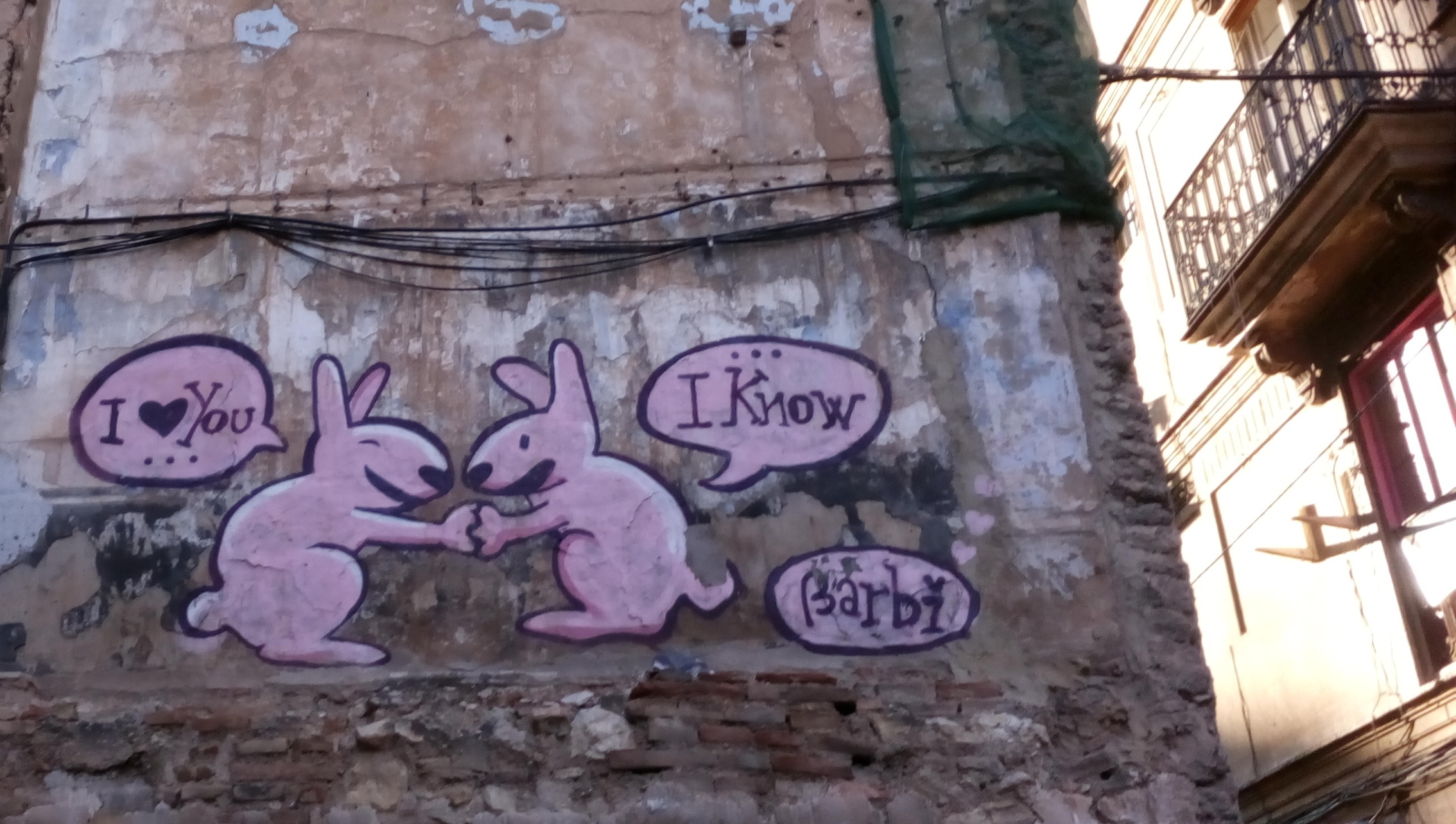
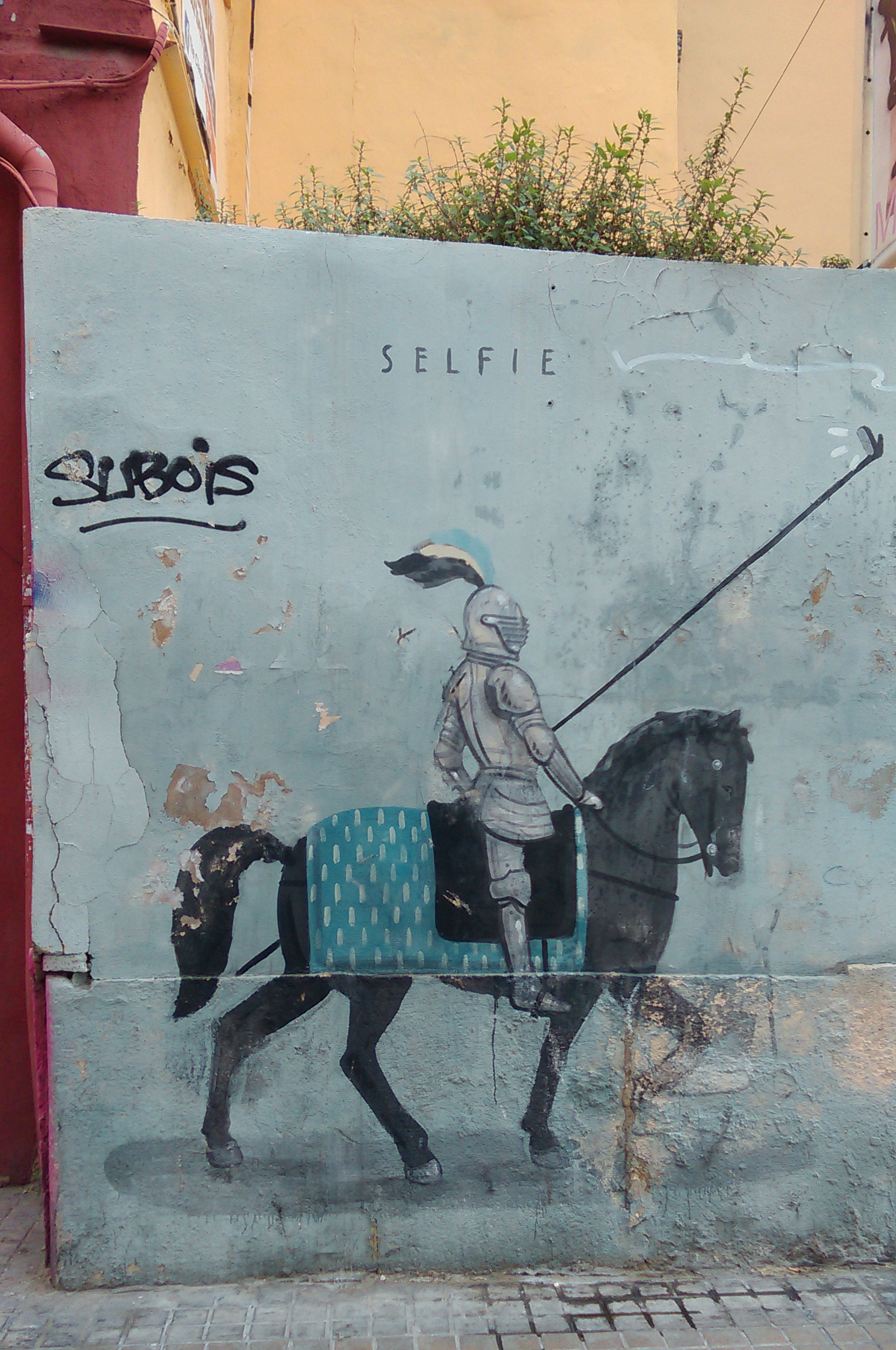
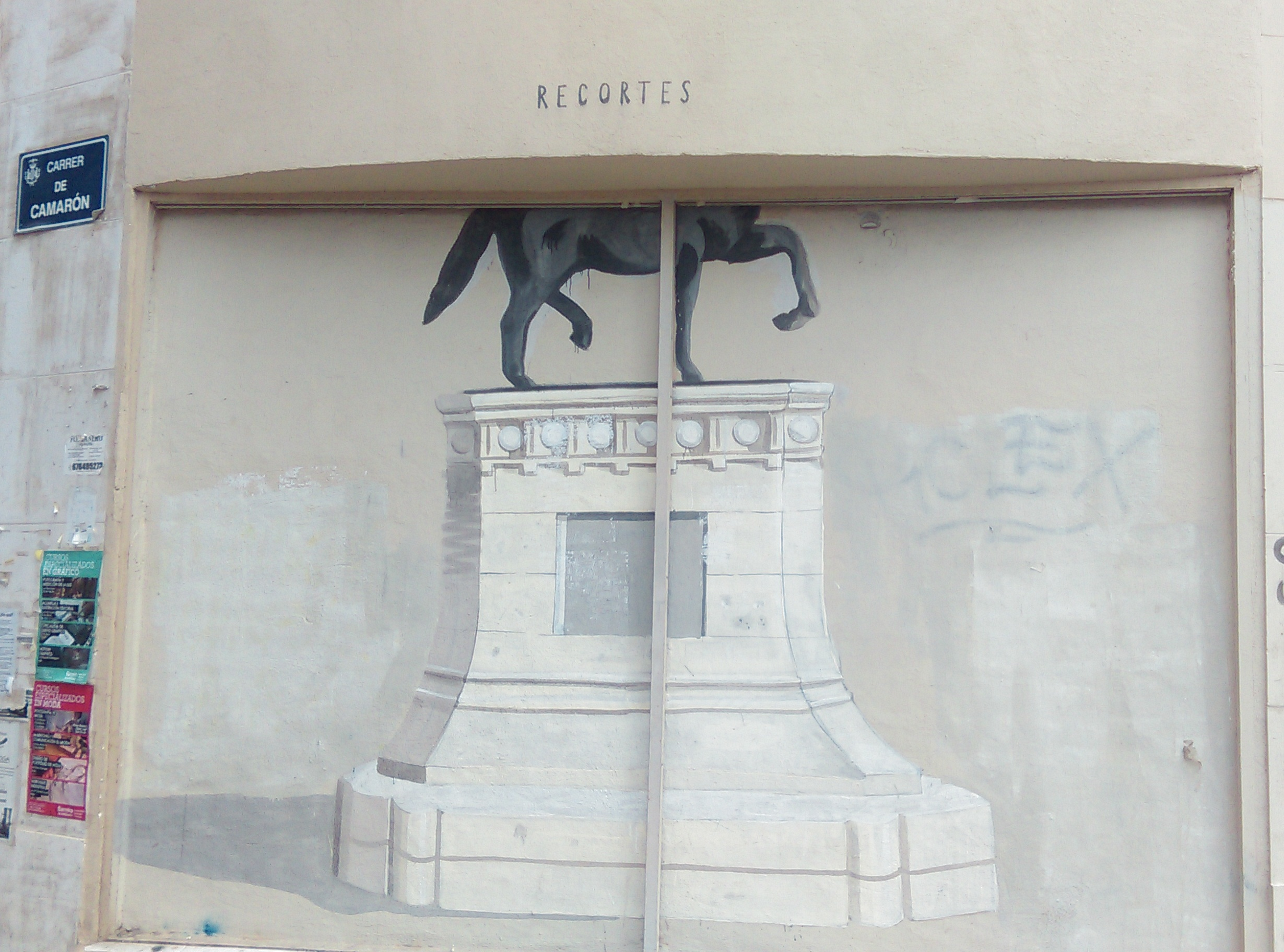
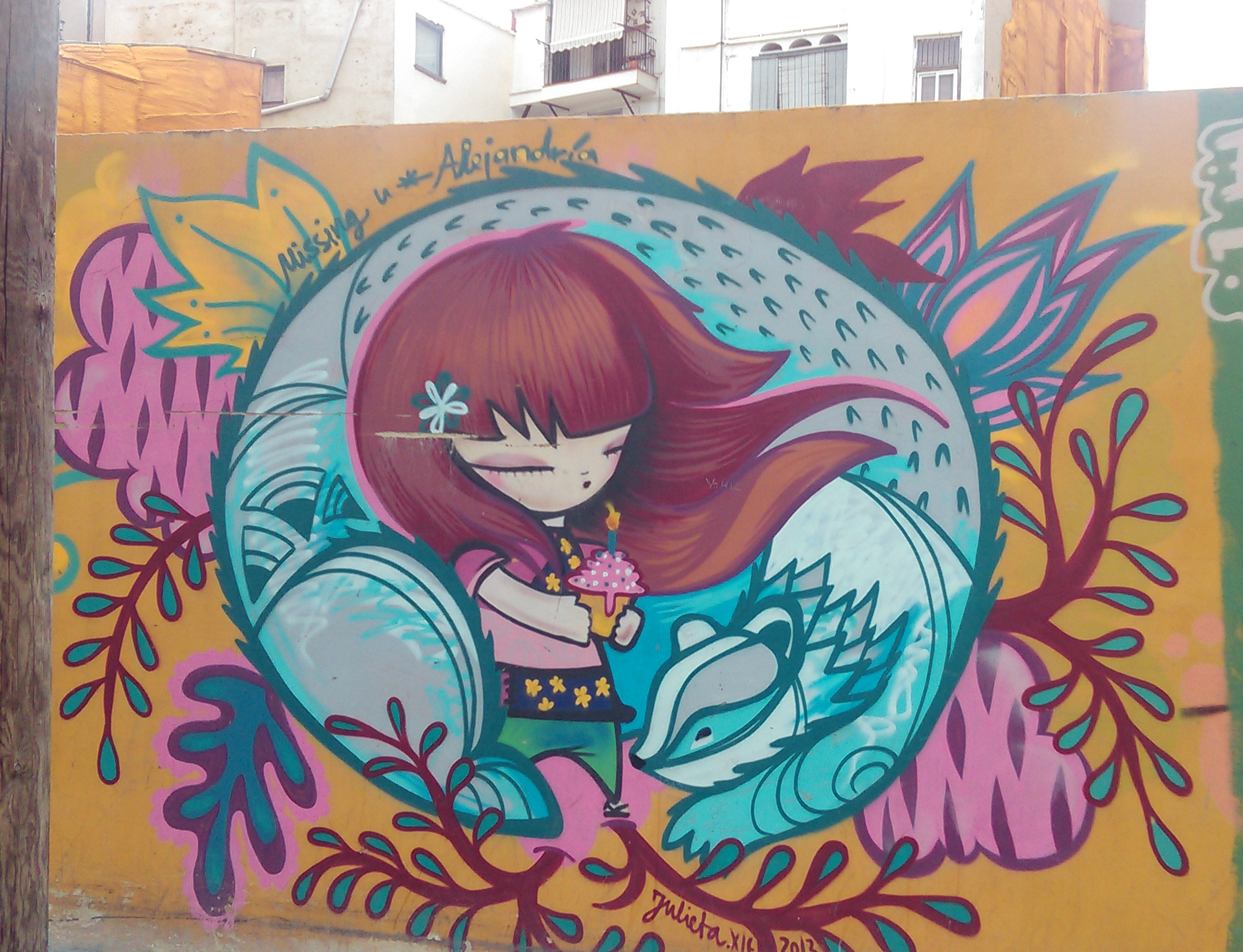
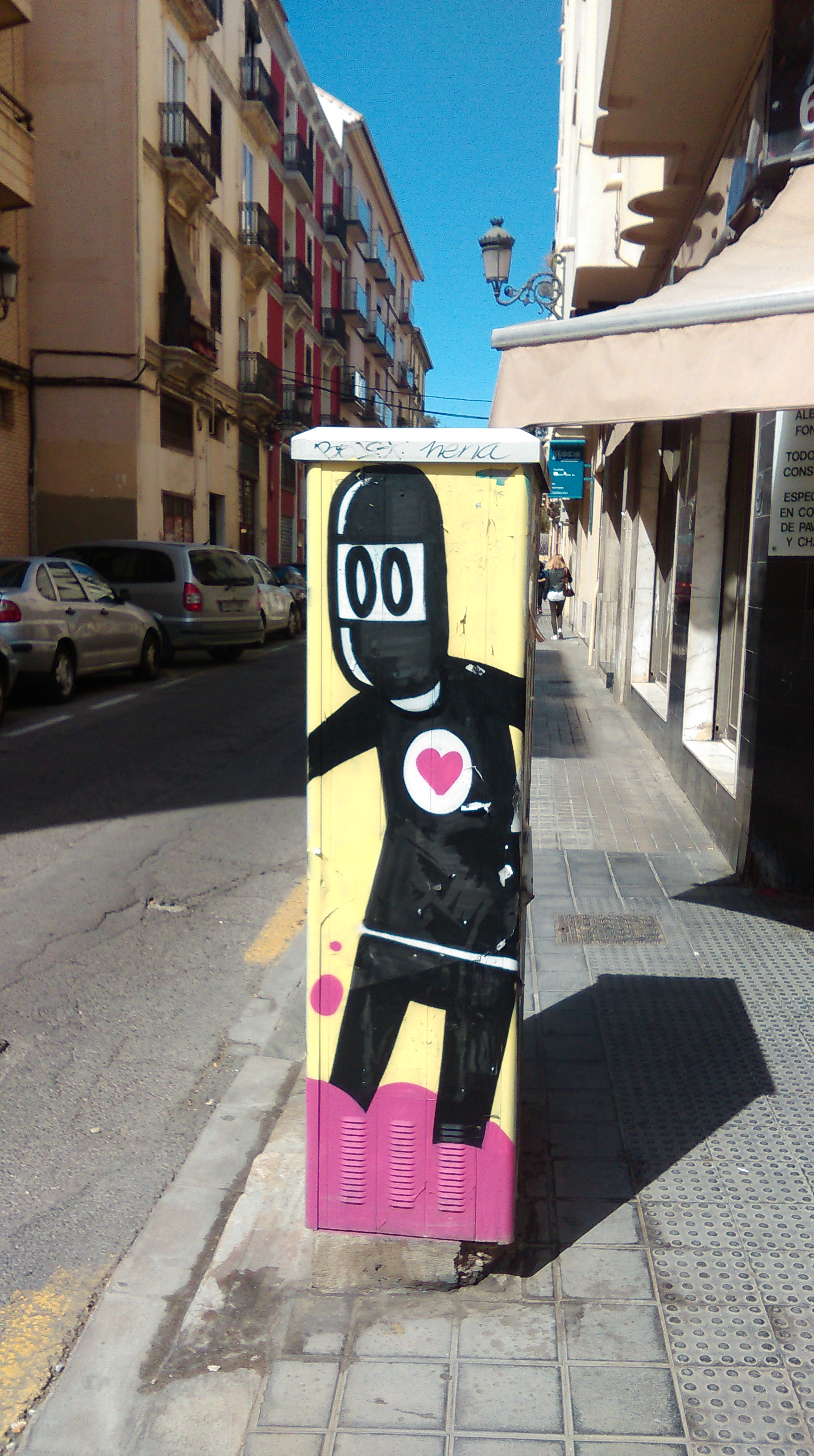
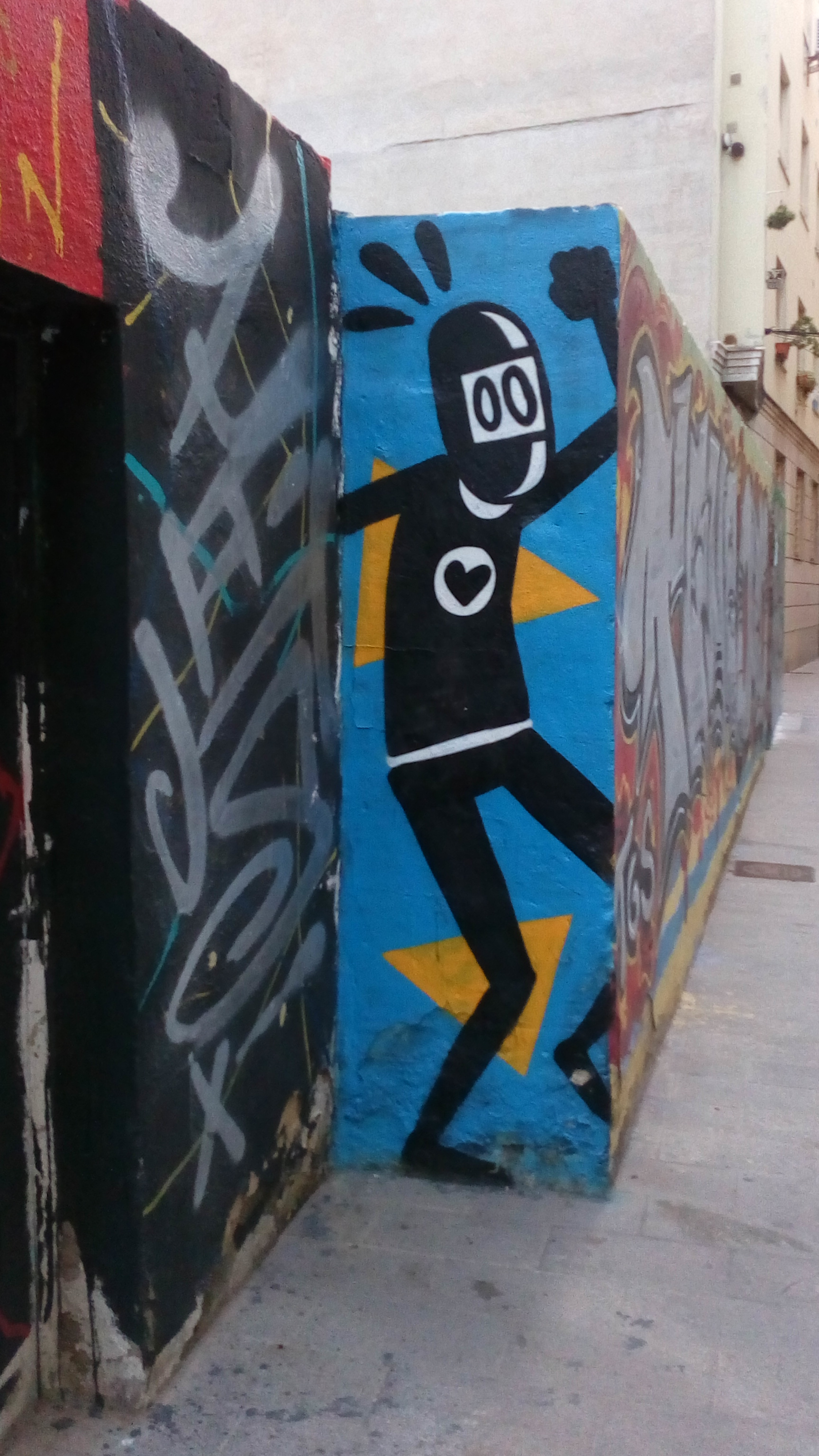
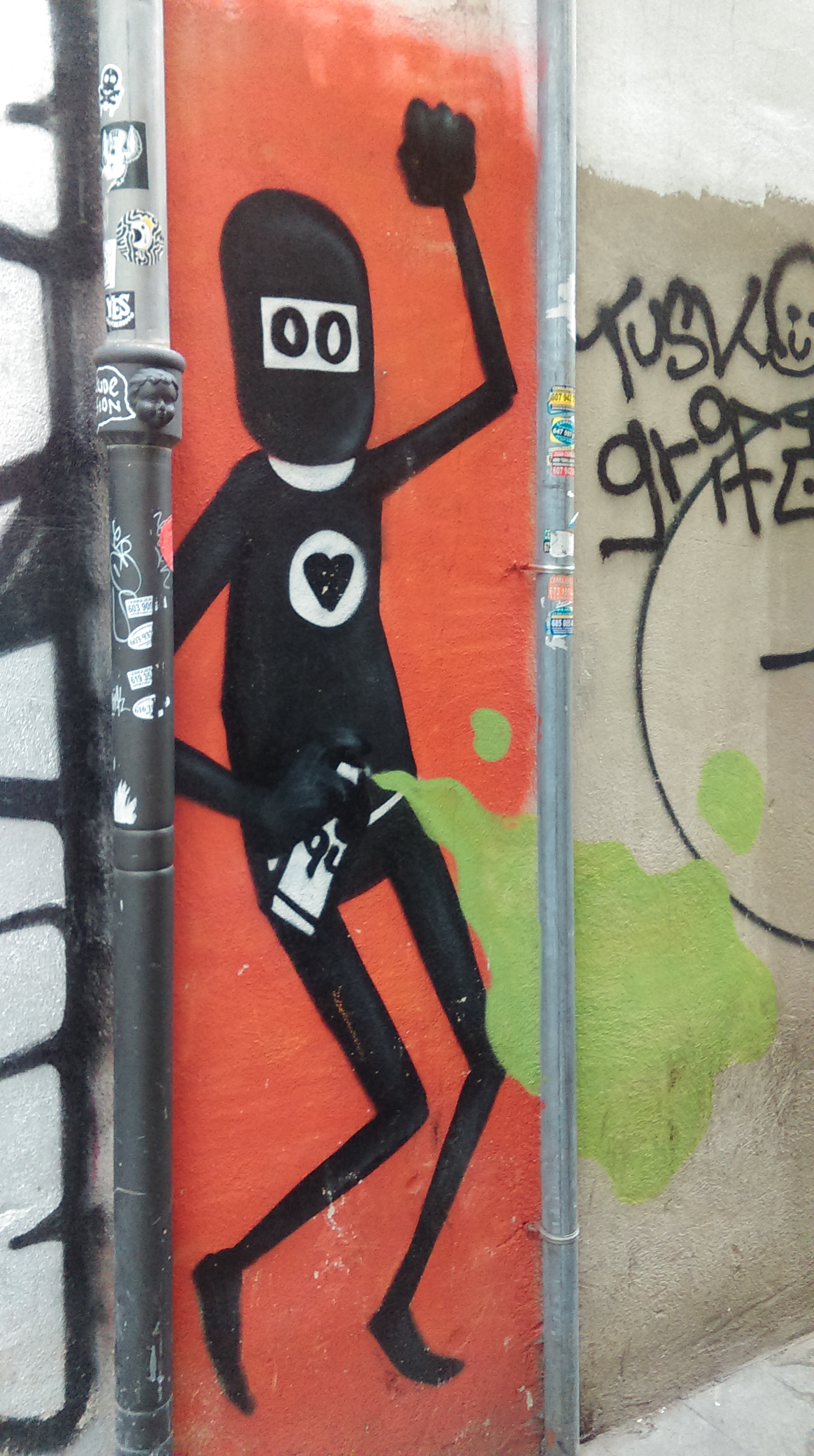
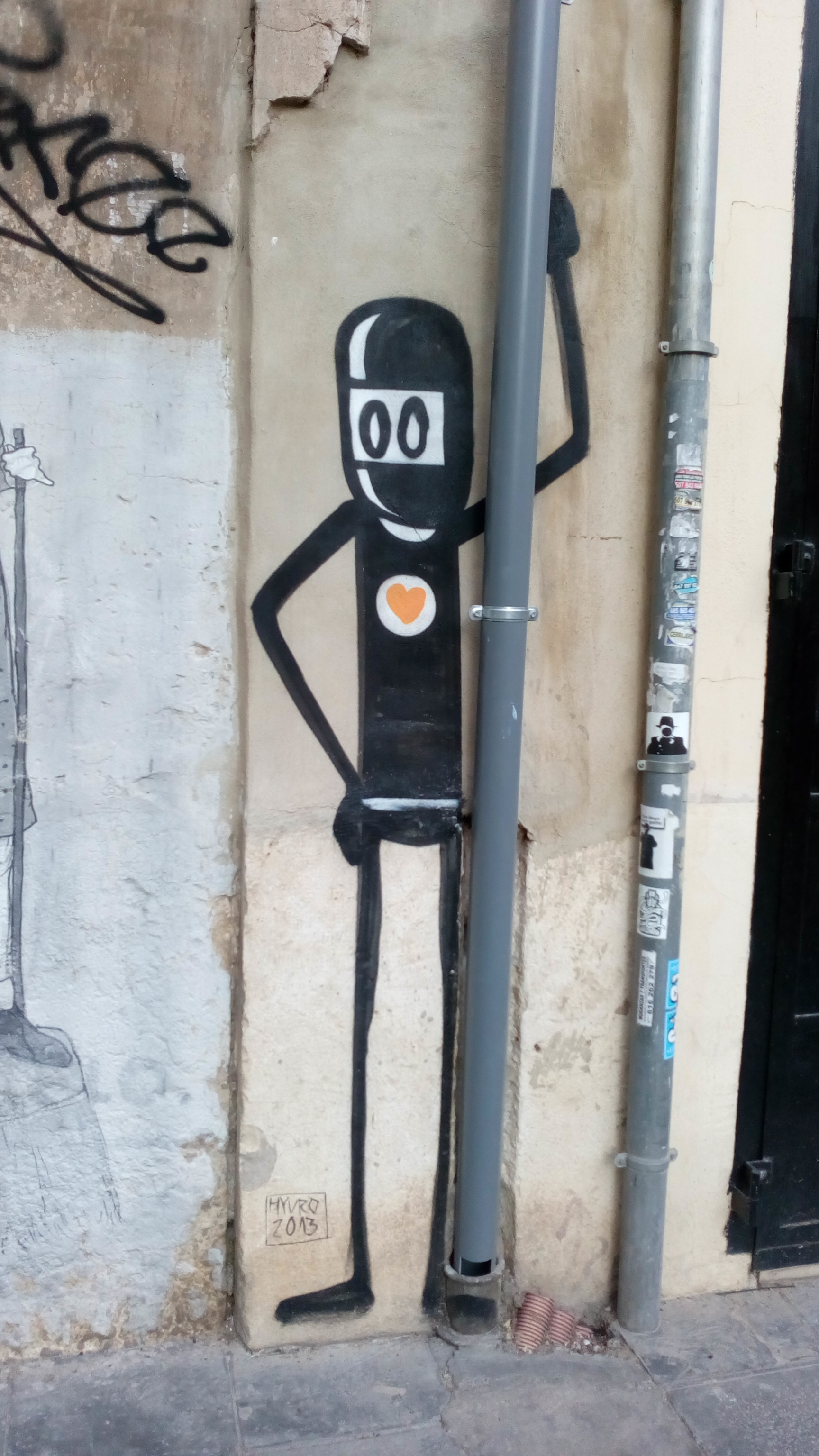
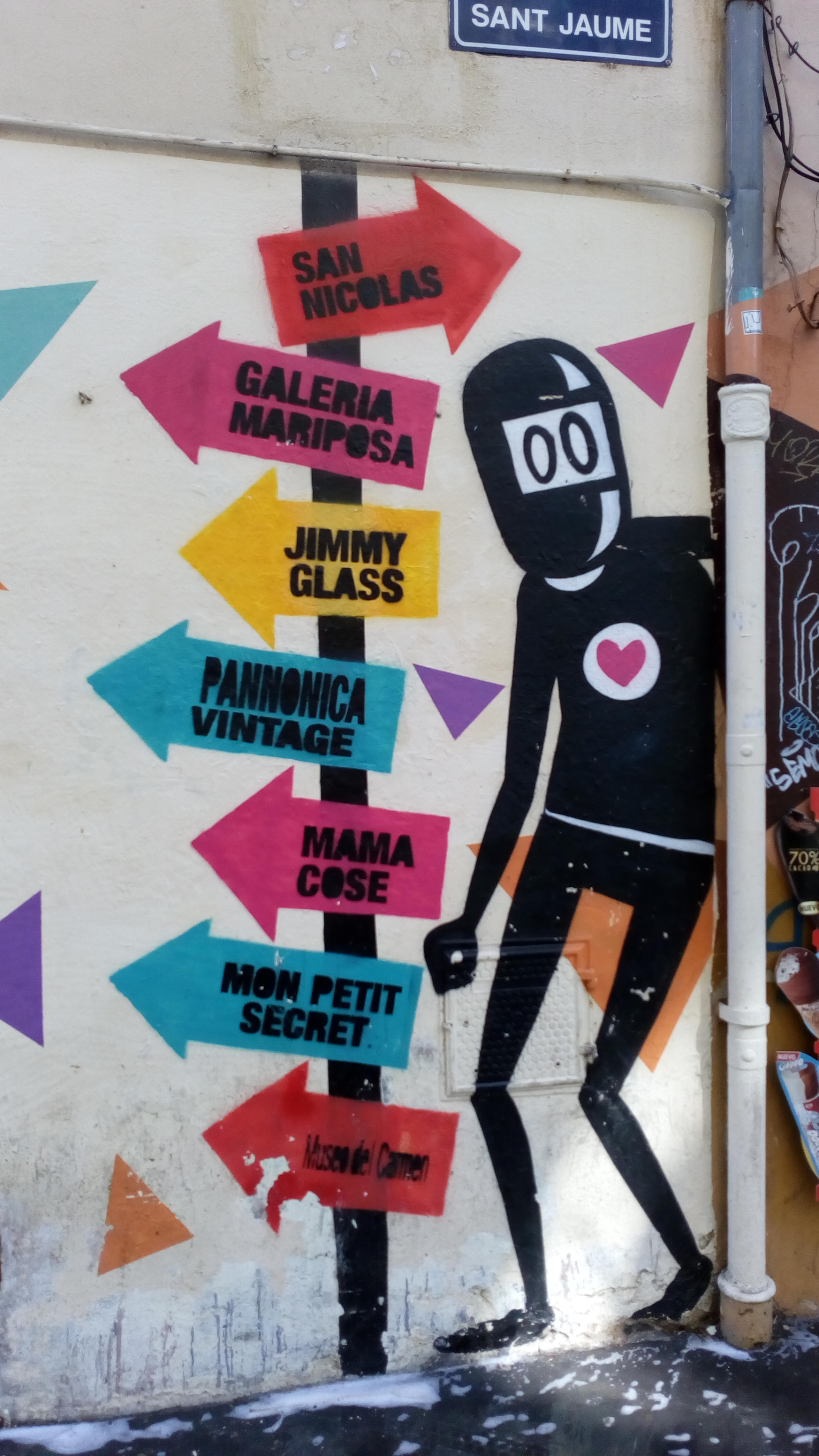
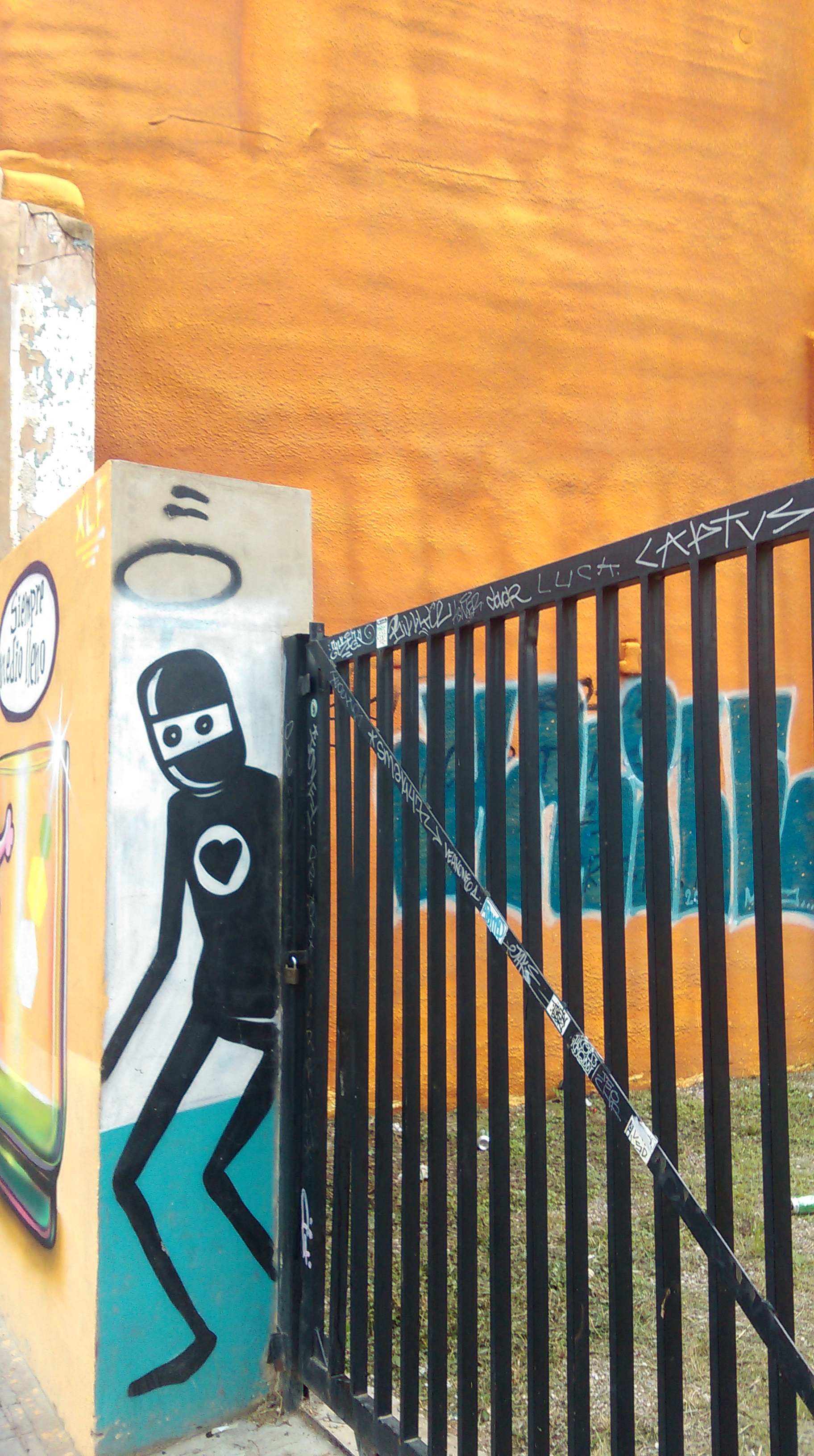
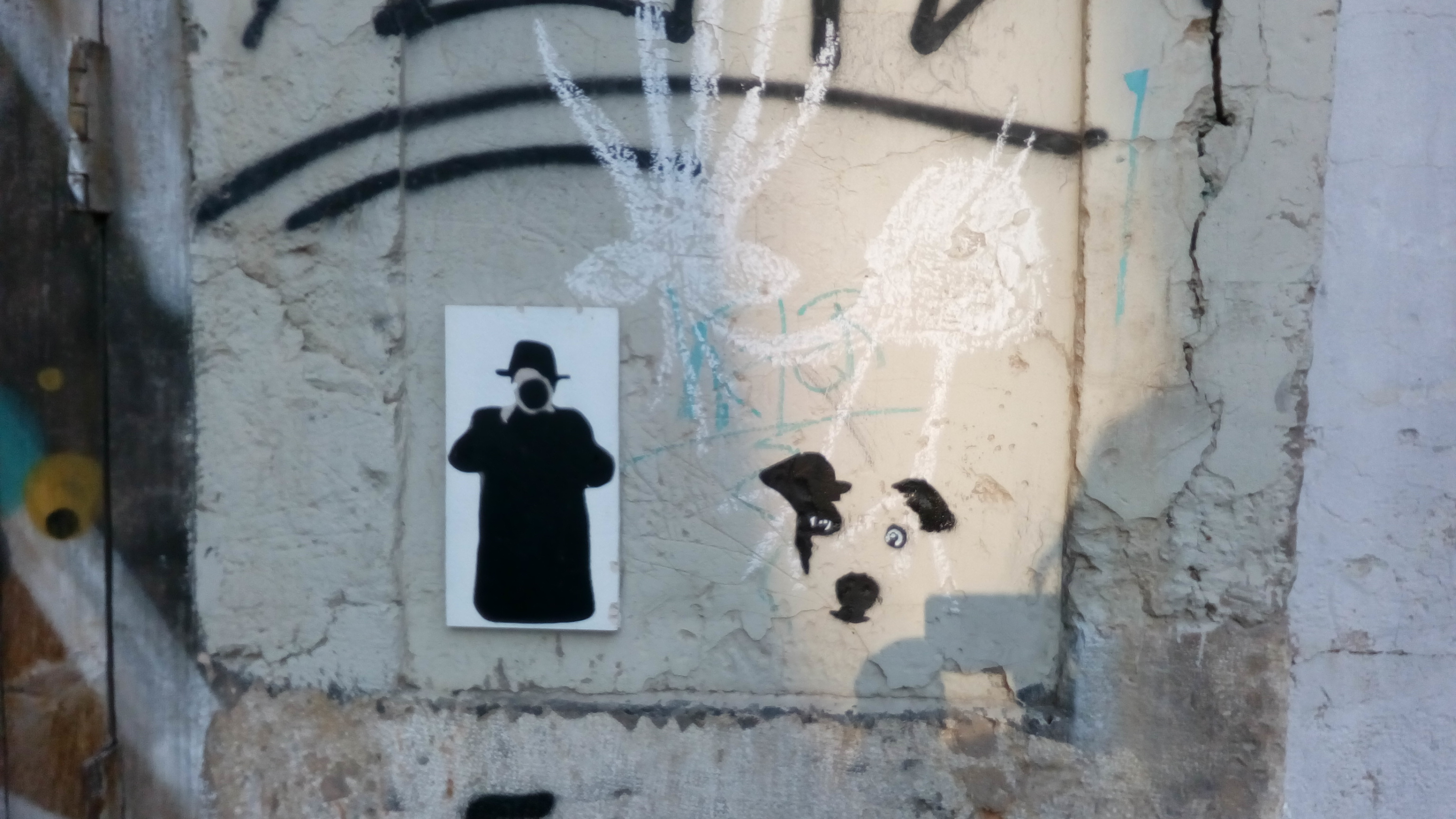
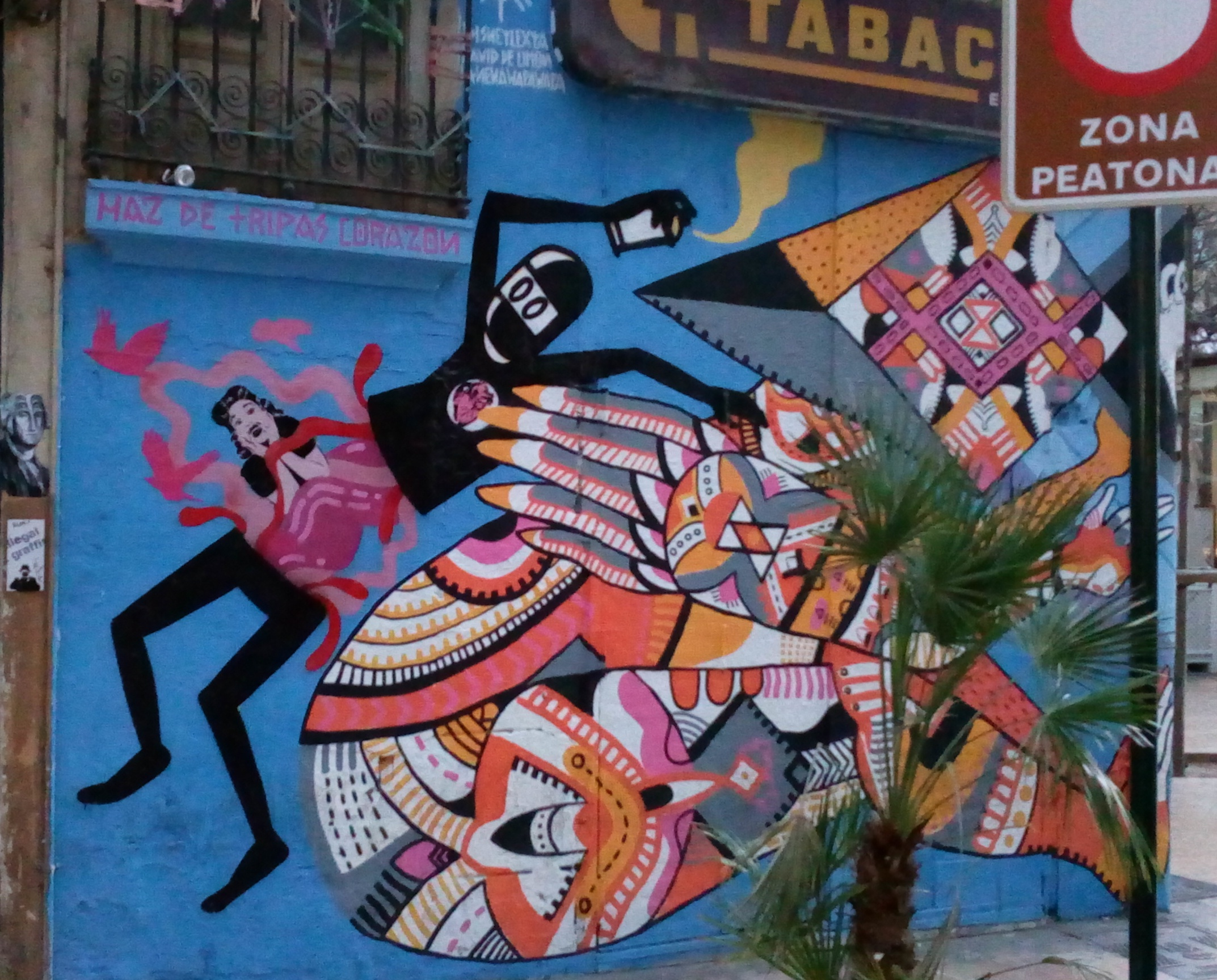
Ejemplos de arte urbano en Valencia

## Los principales artistas urbanos a Valencia
- Estritpainter
- Barbi y Hope
- Cere
- David de Limón
- DEIH
- Disneylexia
- Escif
- Fasim
- Hyuro
- Julieta XLF
- La Nena Wapa Wapa
- MRBT62
- Felipe Pantone
- Raquel Rodrigo
- Rosh 333
- Sig Luigi
- Tona One
- Xolaka
- J.Warx
- Vinz Feel Free
- Day O
- The Infamous Fred